# Ivana Dojkić
Ivana Dojkić (Fiume, 24 dicembre 1997) è una cestista croata.

## Carriera
Con la Croazia ha disputato i Campionati europei del 2021.